# Norops jubar
Norops jubar este o specie de șopârle din genul Norops, familia Polychrotidae, descrisă de Schwartz 1968. Conform Catalogue of Life specia Norops jubar nu are subspecii cunoscute.